# Sarcophages de saint Léocade et saint Ludre à Déols
Les sarcophages de saint Léocade et de saint Ludre, respectivement en calcaire et en marbre blanc, sont situés dans l’Eglise Saint-Etienne de Déols, dans le département de l’Indre, en France.

## Histoire de la recherche
La première mention des sarcophages de Déols nous vient de Grégoire de Tours, historien du VIe siècle. Il écrit dans De gloria confessorum, XCII, qu’un sarcophage en marbre, très bien réalisé, se trouve dans la ville de Déols. Il l’identifie comme étant la sépulture de Saint Ludre. En 1667 et en 1757, le sarcophage de Léocade dans une des cryptes de l’Eglise Saint-Etienne de Déols (Indre) est dégagé par Dom Jacques Précieux. Le sarcophage, autrefois connu des chrétiens, est oublié après l’effondrement de cette crypte. Des travaux de comblement du lieu sont réalisés à ces deux occasions. 
Prosper Mérimée, inspecteur général des monuments historiques se rend à Déols en 1844 et est émerveillé en découvrant le sarcophage de saint Ludre, situé dans une crypte voisine de celui de saint Léocade. Il décide de rapporter des dessins de la sépulture. Quelques années après, en 1862, le sarcophage de Léocade est découvert lors de recherches dirigées par l’Abbé Chagnon (curé de Déols). En 1872, celui-ci fait réédifier la crypte et restaurer le sarcophage de Léocade.

## Contexte de découverte
Les sarcophages sont découverts dans les deux cryptes de l’église Saint-Étienne de Déols. La crypte sud contient le sarcophage de saint Ludre et la crypte nord contint celui de Léocade. Cette église est édifiée entre le Xe siècle et le XVIe siècle10.
Les deux sépultures sont vides de reliques. Elles ont fait l’objet de convoitise et de pillages principalement au XVIIIe siècle.

## Description

### Sarcophage de saint Léocade
Le sarcophage de saint Léocade est en calcaire, (longueur 2,40 m ; largeur 0,84 m ; hauteur 1,27 m). Très simple, il ne dispose quasiment d'aucune sculpture. Il repose sur une base qui présente une large doucine renversée. Il est orné de cinq panneaux encadrés d’une double moulure. Le couvercle est décoré d’une frise caractérisée par une alternance de volutes et de macarons.

### Sarcophage de saint Ludre
Le sarcophage de Saint Ludre est en marbre blanc (longueur 2,30 m ; largeur 0,69 m ; épaisseur 0,28 m). Une seule face est décorée. Le tombeau repose sur un soubassement de blocs de calcaire moulurés. Sur la cuve est représentée une scène de chasse, tandis que sur le couvercle est sculpté un repas.
Le côté gauche de la cuve de la face avant représente une chasse au sanglier. Au premier plan, le sanglier est frappé par un chasseur vêtu d’une tunique et d’un mantelet à capuchon. Il est également attaqué par deux chiens. Au second plan, deux chasseurs s’en prennent également à la bête : l’un a le bras levé et l’autre enfonce un couteau dans sa tête. Un autre chasseur s’attaque à un loup pris au piège dans un filet attaché à un arbre.
Le centre de la cuve représente une chasse au lion. Un cavalier vêtu d’une tunique serrée à la taille par une ceinture et d’un manteau, galope vers la droite et attaque un lion. Celui-ci, pour se défendre, déchire de ses griffes la partie antérieure de la patte avant droite du cheval. Au sol, un chasseur renversé frappe le lion avec un épieu. Deux autres chasseurs, armés de coutelas et accompagnés de deux chiens de chasse, se tiennent autour de l’animal. L’un des deux agrippe également une lance.
Une chasse au cerf est représentée dans le bas-relief à droite. Le cerf est capturé avec un filet par un chasseur accompagné de deux chiens. Un autre personnage assis tire sur une corde attachée à un arbre. Au second plan, on peut observer plusieurs têtes de cerfs. Un dernier cavalier à droite galope et tourne la tête. Tous les chiens représentés portent un collier et ont les poils courts, sauf le chien de gauche. 
Le couvercle du sarcophage est décoré de deux scènes séparées par un cartouche anépigraphe, soutenu par deux Amours nus ailés et tournant la tête. Il présente des cassures. La gauche du couvercle pourrait représenter un repas funéraire avec six personnages drapés et couchés autour d’une table remplie de mets.
Sur la droite du couvercle est figuré un départ à la chasse. Un chasseur est à cheval tandis qu’un autre conduit une biche apprivoisée suivie de son faon. Derrière elle, se trouve une petite borne avec deux chiffres gravés "III" et "X". Les chercheurs ont d’abord perçu cette inscription comme la mention de l’étendue du terrain affecté à la sépulture, mais finalement on considère que ce sont des indications commerciales.
Le sarcophage de Saint Ludre présente un mélange d’influences et de traditions. Les scènes de chasse rappelleraient des épisodes mythologiques comme le sanglier de Calydon et Hercule et la biche de Cérynie.

## Fabrication et datation
Les deux sarcophages dateraient de la fin du IIIe siècle, selon les auteurs de la Carte archéologique de la Gaule. 36 : L’Indre.
Il est proposé par Gérard Coulon que le sarcophage de Saint Ludre a été fabriqué dans des ateliers situés à Rome. Le sarcophage a alors été acheminé par bateau de Rome à Arles et enfin transporté à Déols en remontant la vallée du Rhône.

## Saint Léocade et saint Ludre
La première mention des sarcophages de Déols nous vient de Grégoire de Tours au VIe siècle. Il évoque un sarcophage très décoré à Déols contenant les reliques de saint Ludre. Ensuite, les hagiographies et la tradition orale nous permettent de considérer ces tombeaux comme les sépultures de saint Léocade et saint Ludre. Il existe différentes hypothèses concernant la période à laquelle ont vécu les deux saints. Une majorité de chercheurs considère qu’ils ont vécu vers le Ie siècle de notre ère, mais d’autres, comme l’archéologue François Deshoulières proposent plutôt le IIIe siècle.  
Léocade, né à Rome, est le fils de Lucius Capréolus, patricien et proconsul du gouvernement d’Aquitaine et de la Gaule Lyonnaise. Léocade occupera lui aussi ces fonctions. Il est issu d’une riche famille gallo-romaine de haut rang. A l’instar des jeunes hommes patriciens, Léocade se forme au combat militaire. Il épouse sa cousine Suzanne, dont le père possède une grande fortune. Par la suite, Léocade est nommé proconsul et est contraint de quitter Rome pour Lyon. En Gaule, il est propriétaire de trois palais, à Lyon, Bourges et Limoges. Il possède une dernière résidence à Déols. A Lyon, il reçoit une visite de Saint Ursin de Bourges pour aborder des questions d’affaires et de religion. Lors de cet entretien, l’évêque de Bourges demande au pro-consul un lieu permettant aux chrétiens de se réunir. Léocade leur cède des écuries afin d’y construire une église. A de nombreuses reprises, il répond aux demandes de l’évêque, et rend service à la communauté chrétienne. Léocade finit par aller à Bourges où son fils et lui sont baptisés. Son épouse Suzanne et leur fille Valérie reçoivent le baptême quelque temps après, à Limoges. Léocade est considéré comme le fondateur de la ville de Déols. 
Selon Grégoire de Tours, dans De gloria confessorum, XCII "de retour à Déols, Léocade fit catéchiser le peuple, et il y mourut après son fils Ludre… qui, peut auparavant, (…) y avait été élu évêque pour sa doctrine et sainte conversion" (traduction R. Latouche). À la mort de Ludre, son père le fait déposer dans le sarcophage très décoré qu’il avait fait construire pour lui-même. Ce dernier était atteint de fièvre et de la lèpre. Quelque temps après, Léocade meurt lors d’une bataille contre les Germains. Il est alors transporté à Déols et déposé dans un sarcophage très simple.

## Traditions plus récentes
Selon Grégoire de Tours, les sarcophages et l’église de saint-Etienne de Déols ont été visités par Saint Germain de Paris, accompagné de clercs. Cette église est un lieu très apprécié des chrétiens et des pèlerins depuis le Moyen Age jusqu’au siècle dernier. 
Plusieurs sources décrivent des miracles qui s’y sont produits. L’un d’eux nous est raconté par le T. R. P. Ambroise de Bergerac dans l’Histoire de Saint Léocade et Saint Lusor ou Ludre *: « Entr’autres miracles qui se firent à la mort de sait Léocade, un religieux ou ermite, du nom d’Abraham, dit qu’un aveugle, en priant auprès de son tombeau, recouvra la vue, et quelques idolâtres, qui se moquaient de sa simplicité, en furent privés soudain. Ces malheureux demeurèrent aveugles pendant plusieurs années, et ils ne recouvrèrent la vue que lorsqu’ouvrant les yeux de leur âme à la lumière de l’Évangile, ils se convertirent sincèrement au christianisme ».
Espérandieu lui aussi donne un exemple de l’intérêt des croyants pour ces sarcophages dans le Recueil général des bas-reliefs de la Gaule romaine, Tome 2 : « des mères alarmées viennent lui demander (…) à la fin de ces maladies si communes à la première enfance et qui disparaissent (en avalant) un peu de la poussière enlevée au marbre du sarcophage, après que les enfants ont glissé sous ce monument même, par un trou ménagé entre les pierres qui le supportent et dans lequel ils passent trois fois… ». Au XXe siècle encore, des pèlerins recueillaient un peu de poudre des sarcophages.